# Bacillus cereus

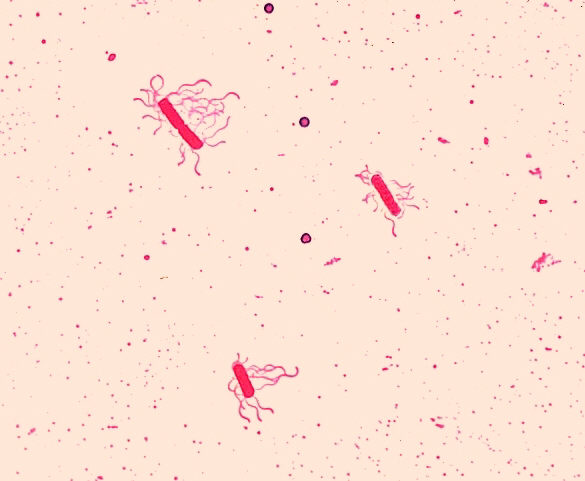
Bacillus cereus. Colorazione di Leifson per evidenziare i flagelli

Bacillus cereus è un batterio beta emolitico a bastoncello Gram-positivo. Causa un'intossicazione alimentare simile a quella provocata dallo Stafilococco.
Il Bacillus cereus è un batterio patogeno che produce tossine responsabili di tossinfezioni alimentari. Recentemente sono stati sviluppati nuovi e più efficienti metodi per rilevare la presenza di ceppi patogeni.
Il Bacillus cereus è comunemente presente nel suolo e nella polvere. Esso contamina frequentemente alimenti a base di riso, e occasionalmente pasta, carne e vegetali, prodotti lattiero-caseari, minestre, salse, dolciumi che non sono stati raffreddati rapidamente ed efficacemente dopo la cottura e/o adeguatamente conservati.
B. cereus è comune negli alimenti, dove forma spore resistenti alla maggior parte dei processi di risanamento, e dove è in grado di moltiplicarsi durante la conservazione. Tuttavia, esistono diversi ceppi di B. cereus: alcuni sono innocui, altri responsabili di intossicazioni alimentari anche fatali. Attualmente non sono disponibili metodi in grado di distinguere tra ceppi virulenti e non-virulenti. 
La disponibilità di metodi per la identificazione di tossine emetiche (responsabili soprattutto di vomito) e di enterotossine (che causano intossicazioni diarroiche, con sintomi quali diarrea e dolori addominali) aiuterà coloro che si occupano di gestione della sicurezza, nelle aziende e nei settori di salute pubblica, per determinare il pericolo di B. cereus negli alimenti e, di conseguenza, per ridurre il problema delle intossicazioni alimentari.
Bacillus cereus è causa di due tipi di tossinfezioni alimentari: una, ad effetto emetico (vomito), dovuta all'ingestione di una tossina a basso peso molecolare presente nell'alimento. L'altra di tipo diarroico è dovuta all'ingestione di cellule/spore batteriche capaci di produrre enterotossine, proteine ad alto peso molecolare, nell'intestino tenue. 
I sintomi provocati dall'intossicazione diarroica mimano gli stessi provocati dalla tossinfezione da Clostridium perfringens. La sindrome si manifesta con diarrea acquosa, forti crampi addominali e talvolta sotto forma di nausea e vomito. Il periodo di incubazione varia tra le 6 e le 15 ore dopo il consumo degli alimenti contaminati. I sintomi persistono per 20-24 ore. 
La tossina emetizzante, caratterizzata da nausea e vomito, differisce dalla diarroica perché provoca una sindrome molto più acuta con un periodo di incubazione non superiore alle 6 ore dal momento di ingestione del cibo. Occasionalmente si possono manifestare crampi addominali e diarrea. La durata dei sintomi è comunque generalmente inferiore alle 24 ore. La sintomatologia è peraltro molto simile a quella dall'intossicazione da Staphylococcus aureus. Alcuni ceppi di B. subtilis e di B. licheniformis isolati da agnello e da pollo sono stati riscontrati positivi nella formazione di tossine termo stabili simili alla tossina emetica prodotta da B. cereus.